# HD 134439
HD 134439 y HD 134440 son dos estrellas que forman un sistema estelar dentro de la constelación de Libra.
Ambas estrellas, visualmente separadas 302 segundos de arco, comparten movimiento propio, siendo la separación real entre ambas de al menos 11.580 UA.
Se encuentran a unos 94 años luz del sistema solar.

## Características físicas
HD 134439 (GJ 9511 A) es una enana naranja de magnitud aparente +9,07 y tipo espectral K2V.
Tiene una temperatura efectiva de 5080 ± 110 K y una luminosidad igual al 19% de la del Sol.
Su radio, calculado a partir del valor de su diámetro angular —0,185 milisegundos de arco—, equivale al 57% del radio solar.
Su masa es de 0,56 masas solares.
HD 134440  (GJ 9511 B) es una enana naranja de magnitud aparente +9,43 cuyo tipo espectral también es K2V.
Tiene una temperatura de 4852 K y una luminosidad igual al 15% de la luminosidad solar.
Su radio, también calculado a partir del valor de su diámetro angular —0,174 milisegundos de arco—, equivale al 54% del que tiene el Sol.
Su masa, ligeramente inferior a la de su distante compañera, es de 0,55 masas solares.

## Cinemática
La cinemática del sistema es característica de una estrella del halo galáctico, región del espacio de forma esferoidal que rodea la Vía Láctea.
Estas estrellas, a diferencia del Sol, se mueven en órbitas galácticas excéntricas.
La órbita galáctica de HD 134439 es notablemente excéntrica (e = 0,82).
Su distancia respecto al centro de la galaxia varía entre 5 kilopársecs en el periastro hasta 50 kiloparsecs en el apoastro, unos 160.000 años luz; se piensa que el Sol orbita a una distancia entre 7,3 y 10 kilopársecs del centro galáctico.
Además, la distancia máxima de HD 134439 al plano galáctico es de 5000 parsecs —a título comparativo, la órbita del Sol no se aleja más de 30 pársecs del plano de la galaxia.

## Composición química
Las dos componentes del sistema se caracterizan por su baja metalicidad.
El índice de metalicidad de ambas estrellas ([Fe/H] = -1,43) corresponde a un contenido en metales 27 veces menor que el solar.
Todos los elementos evaluados presentan niveles al menos diez veces inferiores a los del Sol.
De especial interés es el estudio de las relaciones [α/Fe] y [Mn/Fe], en donde α es magnesio, silicio, calcio y titanio.
Dicho estudio ha revelado un bajo valor de [α/Fe] y un alto valor de [Mn/Fe] en comparación a otras estrellas del halo.
También se han encontrado discrepancias en las abundancias relativas de elementos con una nucleosíntesis común.
Aunque el bajo valor de [α/Fe] podría deberse a la acreción de planetesimales, las abundancias relativas de manganeso, cobalto y zinc no favorecen esta hipótesis.
En cambio, el elevado valor de [Mn/Fe] y la relación sodio-níquel son consistentes con la evidencia cinemática de una acreción discreta de una galaxia enana esferoidal (dSph).
Es más, se ha sugerido que la «protonube» a partir de la cual se formó este sistema estaba contaminada por material de un entorno de supernovas de tipo II, como puede ser el caso de una galaxia enana esferoidal.